# ابوالعباس فیومی
ابوالعبّاس، احمد بن محمد فَیّومی (؟- ۱۳۶۸م) زبانشناس و نویسنده مصری بود. از آثار او : «غریبُ شرح الوجیز»، «نثرُ الجُمان فی تراجم الأعیان»، «مختصر معالم التنزیل»، «المصباح المنیر». 
مصباح المنیر از کتب مورد استفاده در متون فقهی مانند مکاسب شیخ انصاری است.